# ルアンナムター郡
座標: 北緯20度57分 東経101度24分 / 北緯20.950度 東経101.400度
ルアンナムター郡（ルアンナムターぐん）は、ルアンナムター県の県都である。

## 地理
古くからラオス北部における交通の要衝地となっており、特に中国からの投資が盛んになりつつある。

## 産業
- 平地であり稲田における稲作が奨励されており地域における主要な産業の一つとなっている。
- 近くにフランス統治時代の古い町並の残るムアンシンがあるため、欧米からの観光旅行者も多い。

## 交通
空港
ルアンナムター空港もありヴィエンチャンとは約1時間ほどで飛行機で往来できる。
陸路
- 現在、南北経済回廊の国道3号線が整備中であり、2007年末には、タイ国境から中国国境まで2車線のアスファルト道路が完成し、3時間～4時間で車通行が可能になる予定。
  - タイからは国境の街フアイサーイ(197 km)からアクセスできる。
  - 中国からは国境の街ボーテーン(60 km)からアクセスできる。
- 国道13号線を南にとればルアンパバーン、ヴィエンチャンというラオス国内の主要都市に行くことができる。